# Batterie d'artillerie des Monts-Trottins
La batterie d'artillerie des Monts-Trottins est une batterie d'artillerie qui se dresse sur la commune de Fontaine-la-Mallet dans le département de la Seine-Maritime, en région Normandie.

## Historique

### Durant l'occupation
Elle a été prise le 11 septembre 1944 par la 51e Division Écossaise[réf. nécessaire].

### Après 1944
Tous les éléments en surface et souterrains subsistants sont inscrits au titre des monuments historiques par arrêté du 21 août 1996.